# ریچارد، نخستین ارل کورنوال
ریچارد، نخستین ارل کورنوال (انگلیسی: Richard, 1st Earl of Cornwall; ۵ ژانویهٔ ۱۲۰۹ – ۲ آوریل ۱۲۷۲) یک شاهزاده دودمان پلانتاژنه و اهل بریتانیا بود. او دومین فرزند جان، پادشاه انگلستان بود. از سال ۱۲۲۵ تا ۱۲۴۳ کنت پواتو و از سال ۱۲۲۵ عنوان کنت کورنوال را در اختیار داشت، ریچارد هچنین از ۱۲۵۷ پادشاه رومن‌ها بود، وی یکی از ثروتمندترین مردان در اروپا و جنگ صلیبی بارونی، که منجر به یک مذاکره در جهت آزادی اسیران گردید، از ابتکارات او بود.